# کومرنیتستال
کومرنیتستال (به آلمانی: Kümmernitztal) یک شهر در آلمان است که در پریگنیتس واقع شده‌است. کومرنیتستال ۳۹۸ نفر جمعیت دارد.